# Zones industrielles de Novi Sad

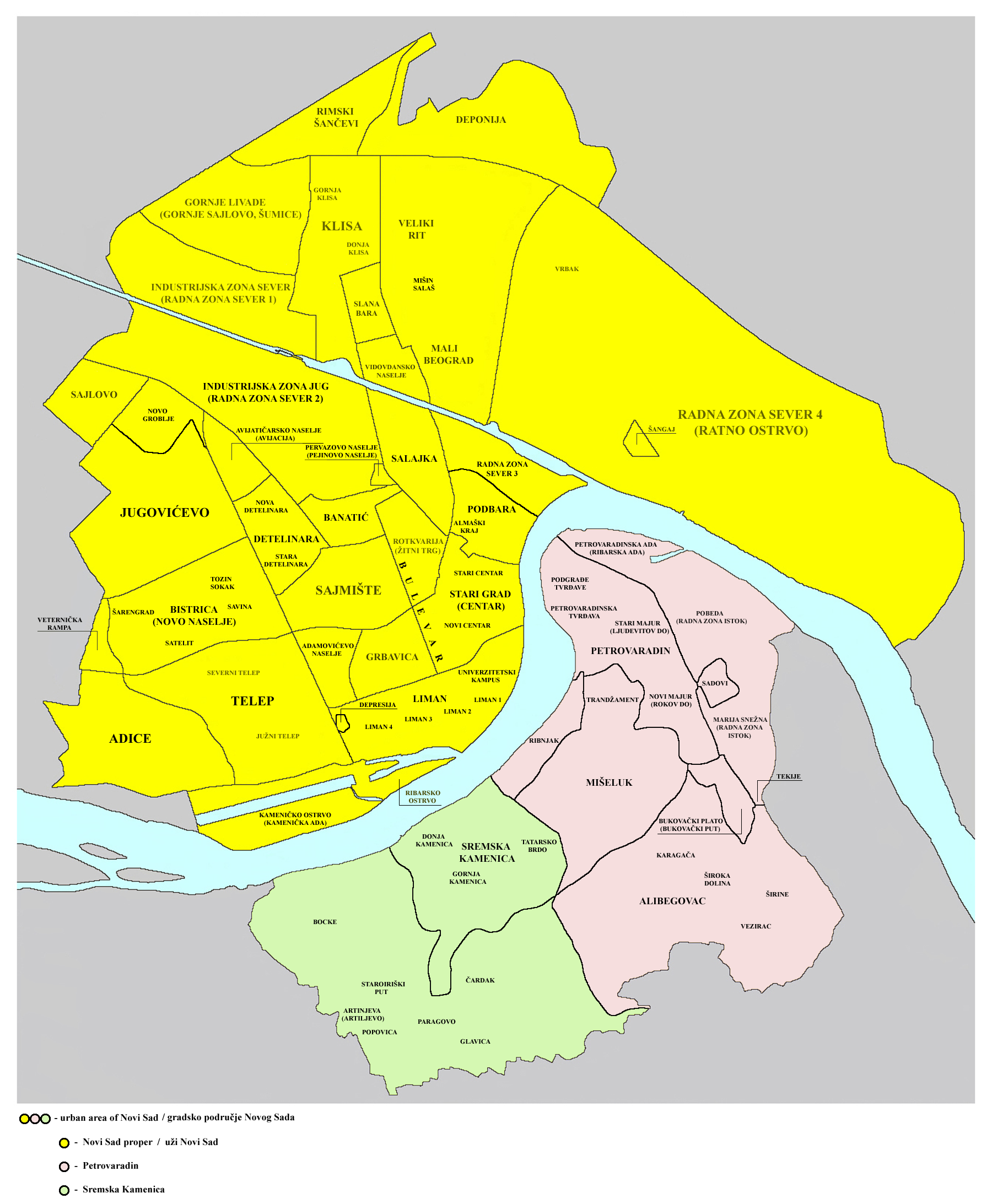
La zone urbaine de Novi Sad, avec l'indication des principales zones industrielles

Novi Sad, la capitale de la province autonome de Voïvodine en Serbie, possède plusieurs zones industrielles qui, contrairement aux autres quartiers de la ville, remplissent principalement une fonction économique.

## Liste des zones industrielles de Novi Sad
1. Radna zona sever
  1. Radna zona sever I (Industrijska zona sever)
  2. Radna zona sever II (Industrijska zona jug)
  3. Radna zona sever III
  4. Radna zona sever IV
  5. Rimski Šančevi
  6. Deponija
2. Radna zona zapad
  1. Zapadna privredna zona (Radna zona zapad)
  2. Rasadnik (Radna zona zapad)
3. Radna zona istok
  1. Pobeda (Radna zona istok)
  2. Marija Snežna (Radna zona istok)

## Radna zona sever (Zone d'activités Nord)

### Radna zona sever I
La zone d'activités Nord I (Radna zona sever I), également connue sous le nom de Zone industrielle Nord, est située au nord du canal Danube-Tisa-Danube, à proximité des quartiers de Klisa et de Gornje livade. On y trouve la société Neoplanta, qui travaille dans le secteur de la viande et de la charcuterie, l'usine chimique HINS et une unité de production du groupe chimique Messer Tehnogas, l'entreprise de construction Novograp, la société Izolacija, qui travaille dans le secteur de l'isolation thermique, MikoM, qui distribue et entretient des véhicules de la marque Mercedes-Benz, Koteksprodukt, la société de commerce Stoteks, le centre commercial Bazaar ou encore la société de désinfection et de désinsectisation Ciklonizacija. La zone d'activité Nord inclut quelques installations commerciales des quartiers de Vidovdansko naselje et de Mali Beograd.

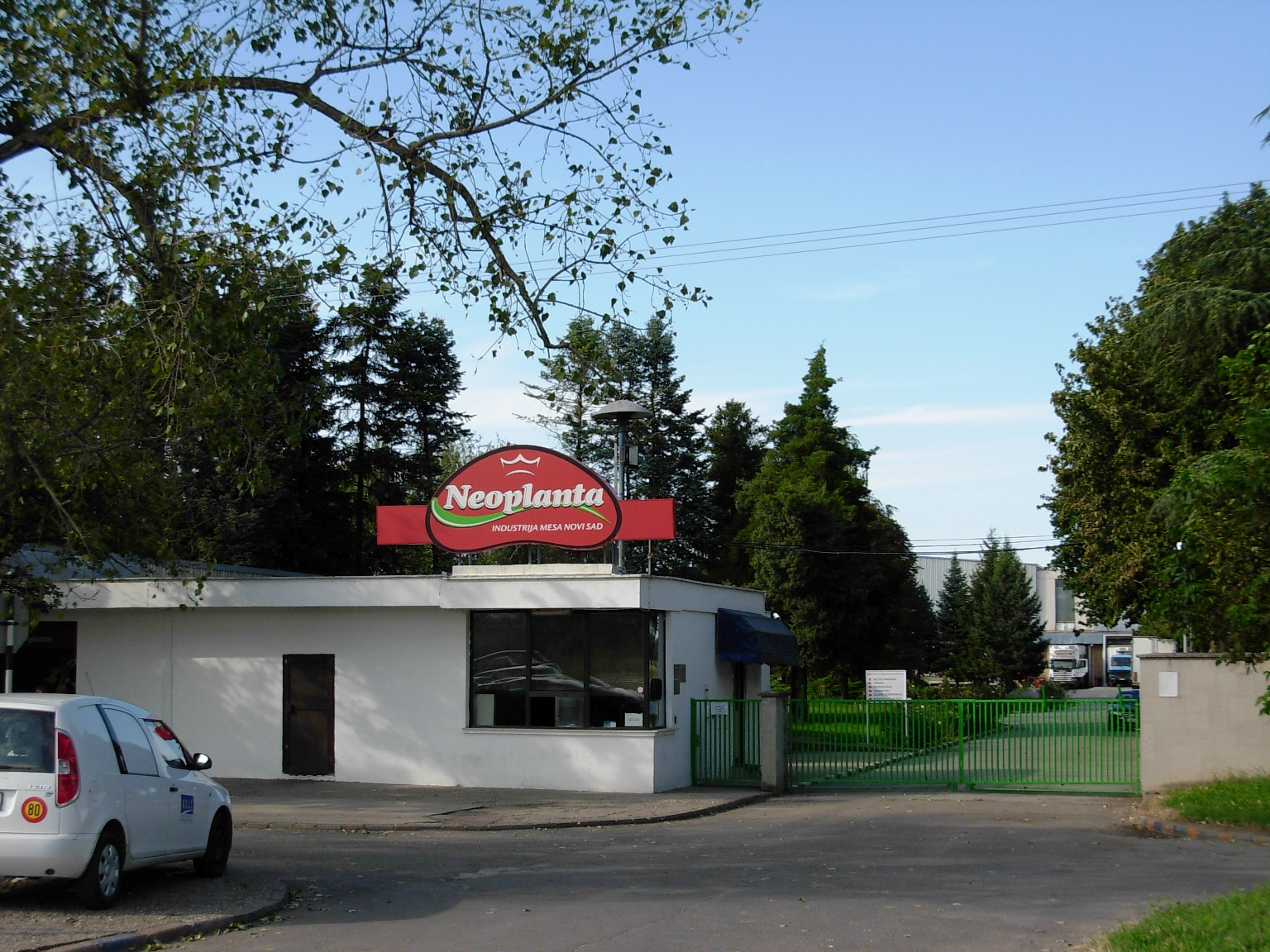
La société Neoplanta
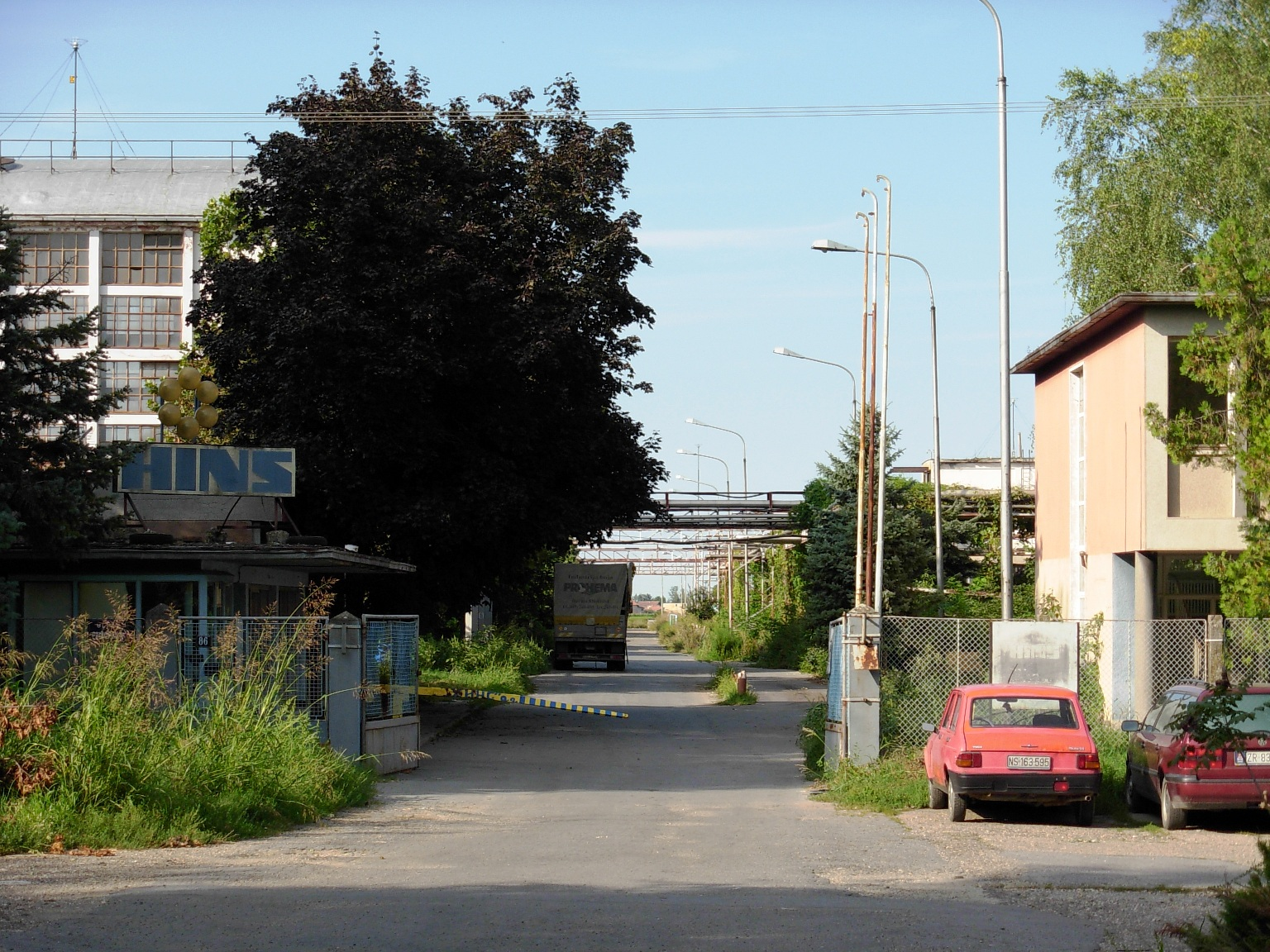
L'usine chimique HINS
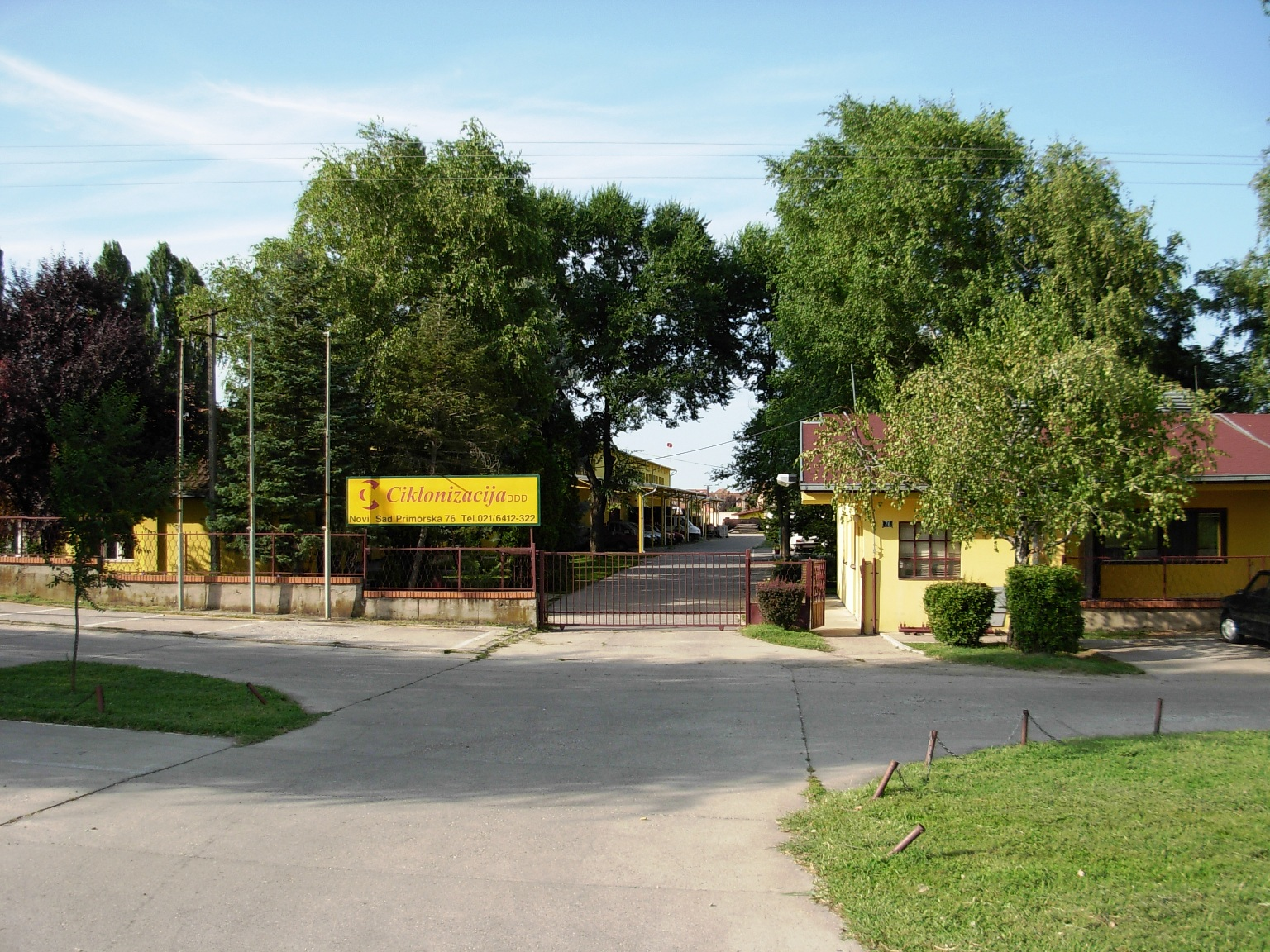
La société Ciklonizacija

### Radna zona sever II
La zone d'activités Nord II (Radna zona sever II), également connue sous le nom de Zone industrielle sud (Industrijska zona jug), est située au sud du canal Danube-Tisa-Danube, près des quartiers de Salajka, Pervazovo naselje, Banatić, Detelinara, Avijatičarsko naselje, Jugovićevo et Sajlovo. On y trouve l'usine de câbles Novkabel, la société Mašinoremont, la Laiterie de Novi Sad (Novosadska mlekara), qui dépend de la société Imlek dont le siège est à Belgrade, l'usine de pièces détachées pour les automobiles et les motos Motins, l'usine d'emballages métalliques pour les industries alimentaires et chimiques  Limprodukt, l'usine d'autobus Neobus, l'usine de produits d'hygiène et de cosmétiques Albus, la station d'autobus de la société ATP Vojvodina, la société Standard, la société Matijević, qui travaille dans la boucherie-charcuterie, le centre commercial Merkur, le stade du FK Novi Sad ainsi que deux cimetières.

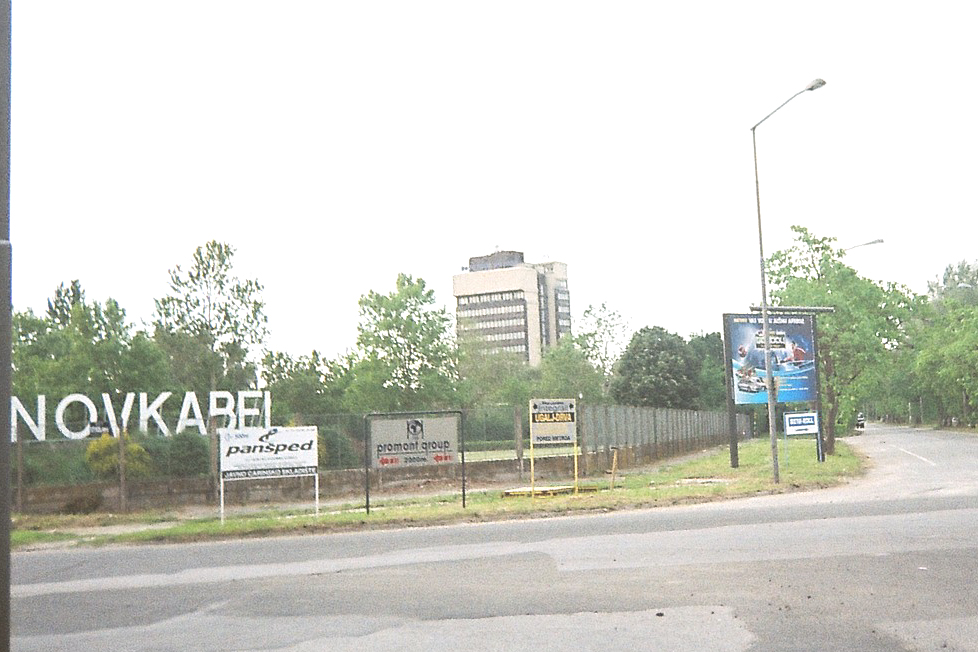
La société Novkabel
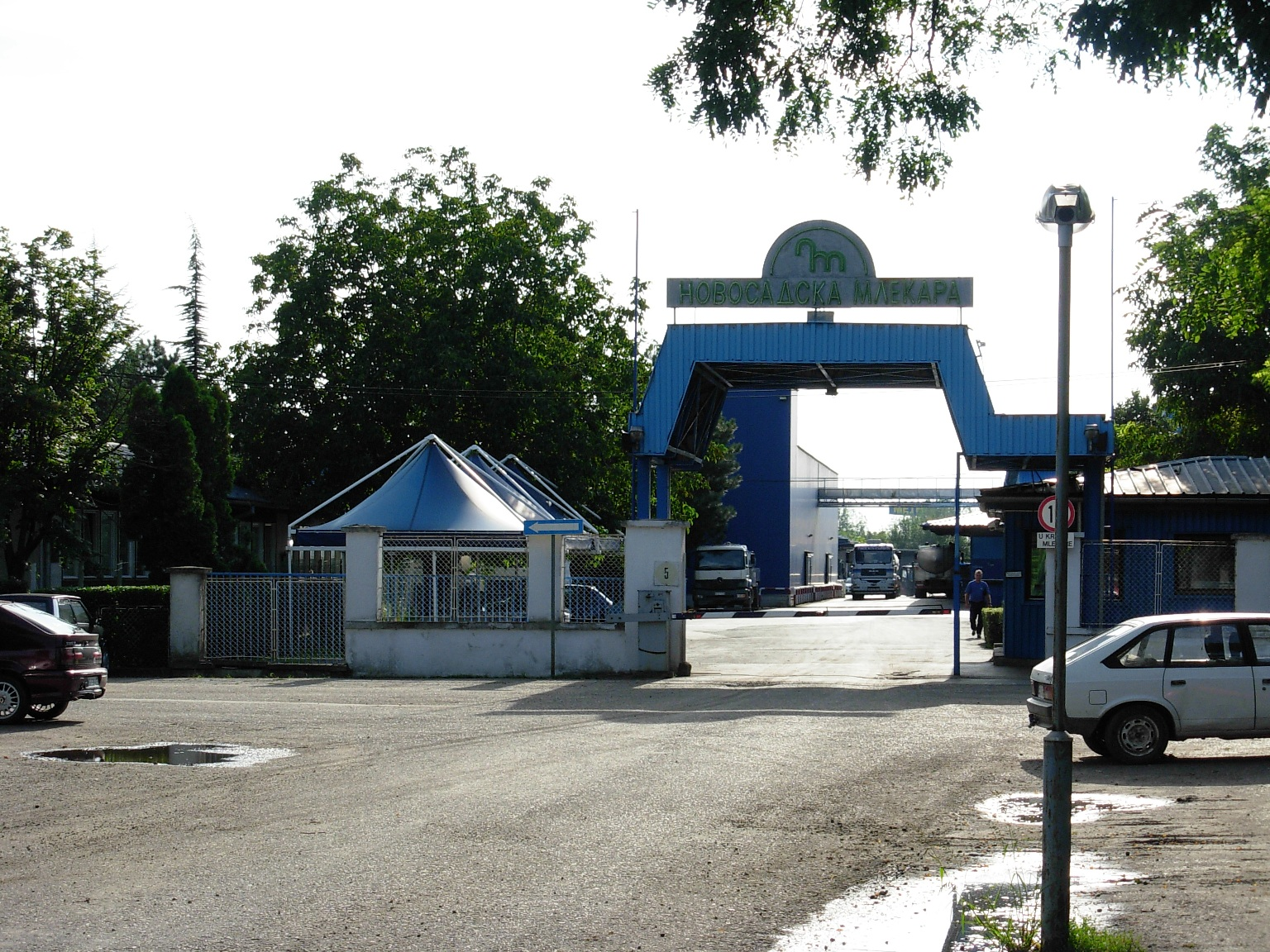
La Laiterie de Novi Sad
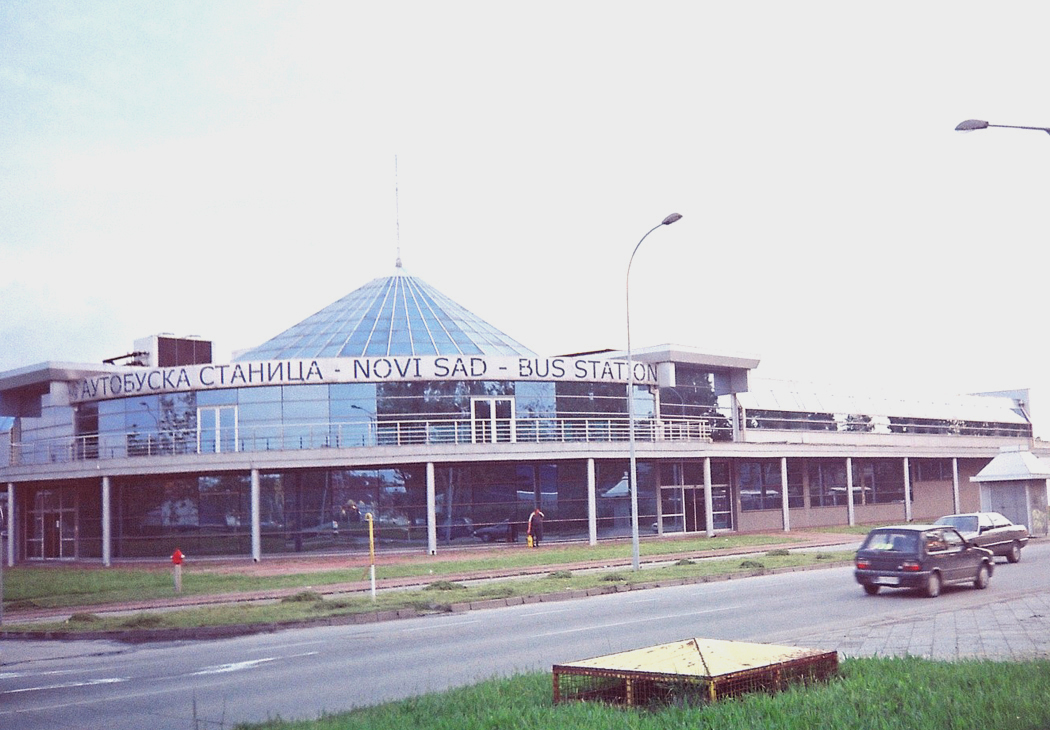
La station de bus de la société ATP Vojvodina
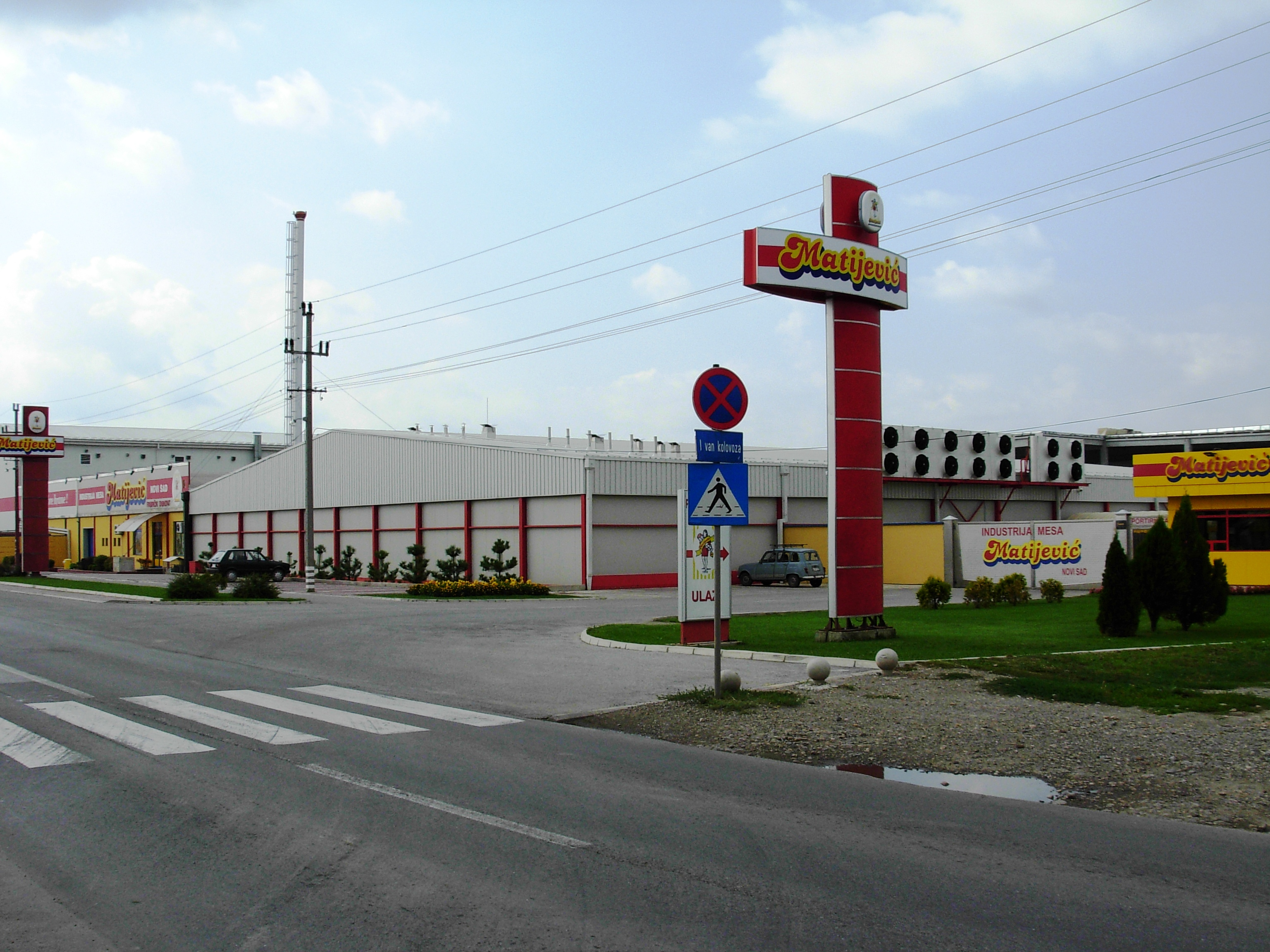
La société Matijević
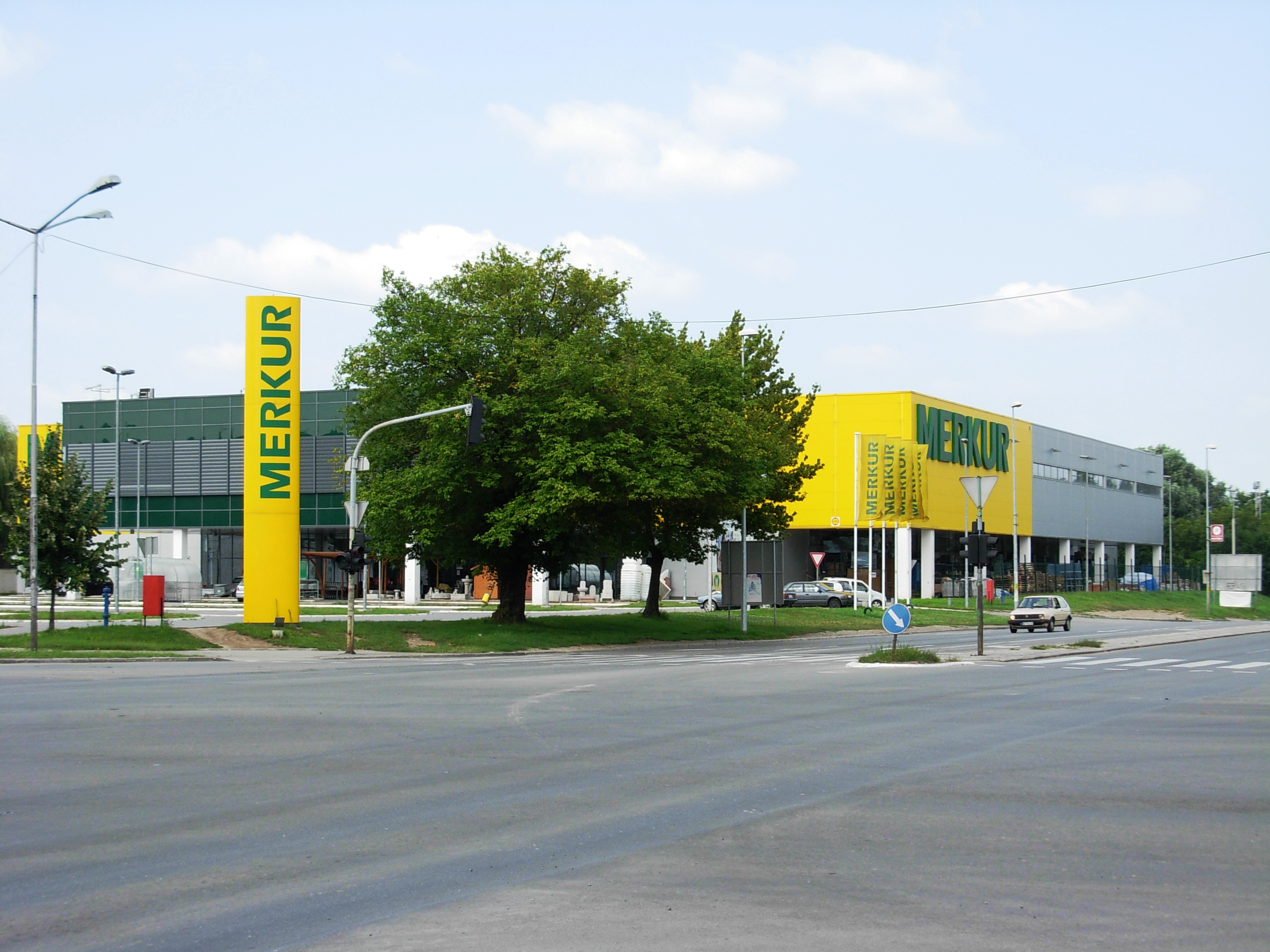
Le centre commercial Merkur

### Radna zona sever III
La zone d'activités Nord III (Radna zona sever III) se trouve dans la partie septentrionale du quartier de Podbara, au sud du canal Danube-Tisa-Danube. Le port de Novi Sad y est situé. On y trouve aussi le grand moulin, les silos et les usines de l'usine de pâtes et de pain Danubius, un ensemble qui fait partie de la Delta Holding et un supermarché Tempo. Cette zone d'activité inclut quelques installations économiques du quartier de Salajka.

### Radna zona sever IV
La zone d'activités Nord IV (Radna zona sever IV) est la plus vaste zone industrielle de Novi Sad. Elle est située à la périphérie nord-est de la ville, près des quartiers de Šangaj, Mali Beograd, Mišin salaš et Veliki rit. Dans cette zone se trouvent la raffinerie de pétrole de Novi Sad (Novosadska rafinerija), gravement endommagée par les bombardements de l'OTAN en 1999 et qui dépend aujourd'hui de la Naftna industrija Srbije (NIS), et la centrale thermique de la ville, gérée par la société d'utilité publique communale Novosadska toplana. Dans ce secteur sont prévues l'installation d'un chantier naval et la construction d'un grand port sur le Danube[réf. nécessaire].

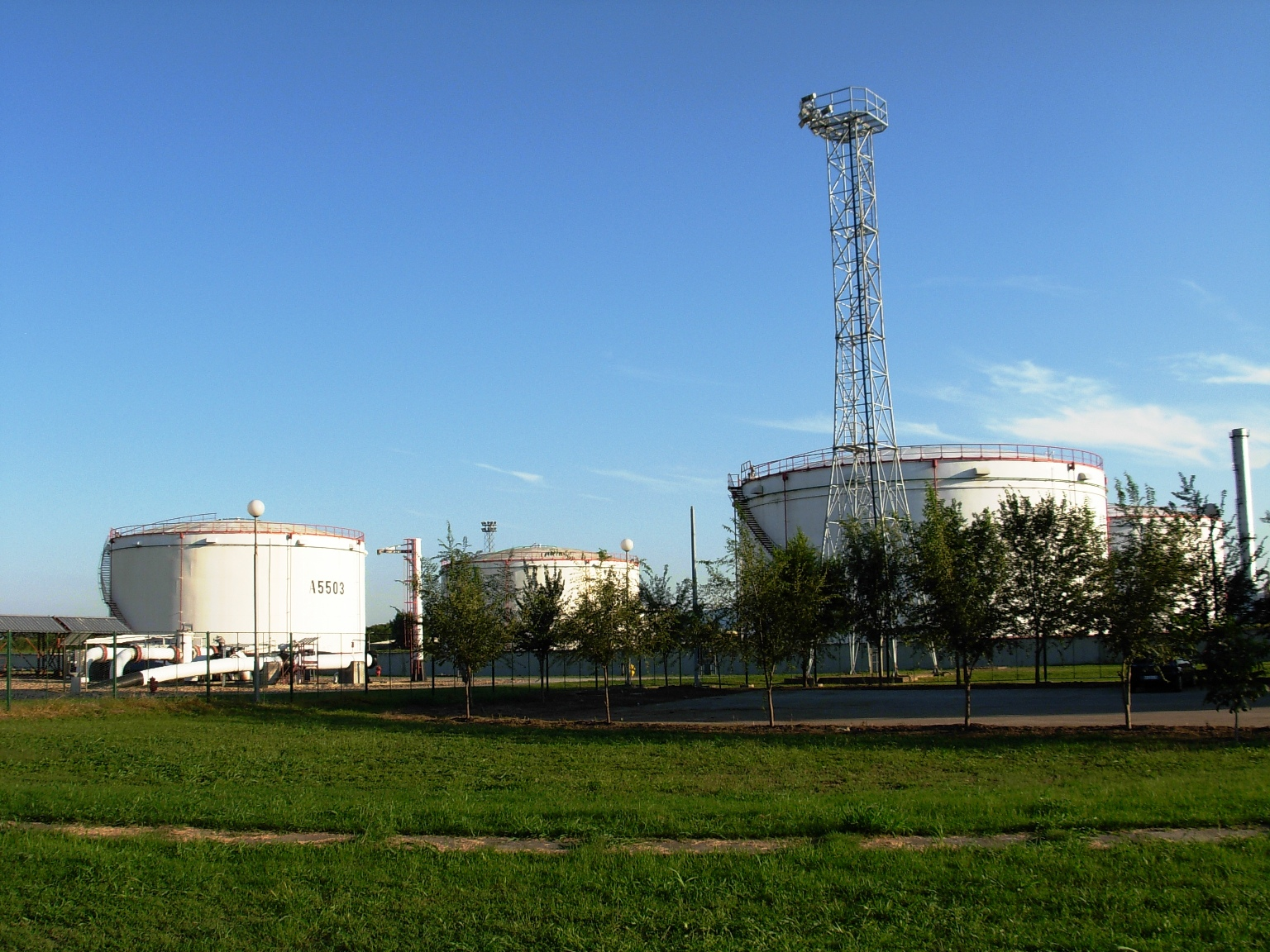
La raffinerie de pétrole de Novi Sad
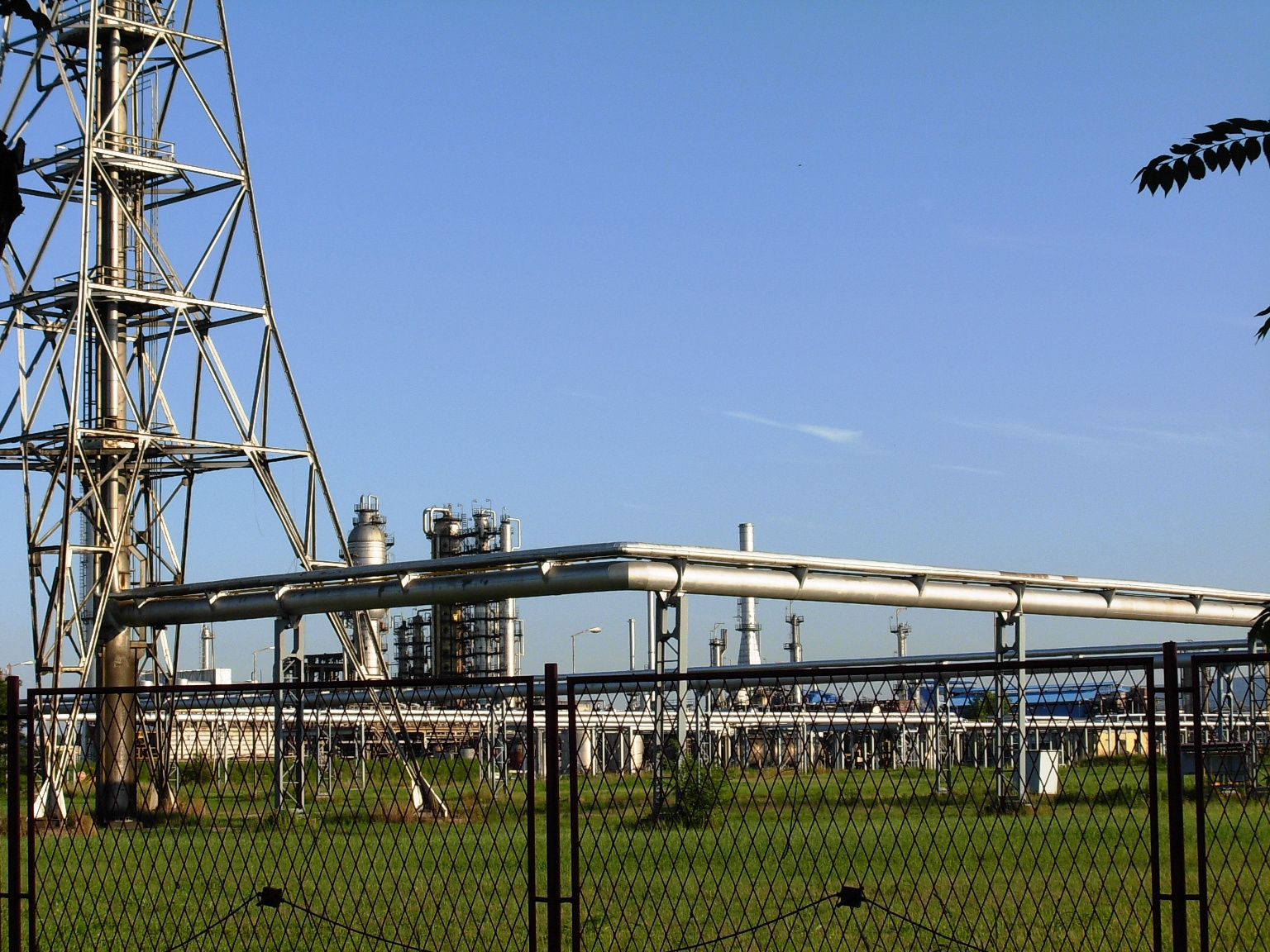
La raffinerie de pétrole de Novi Sad
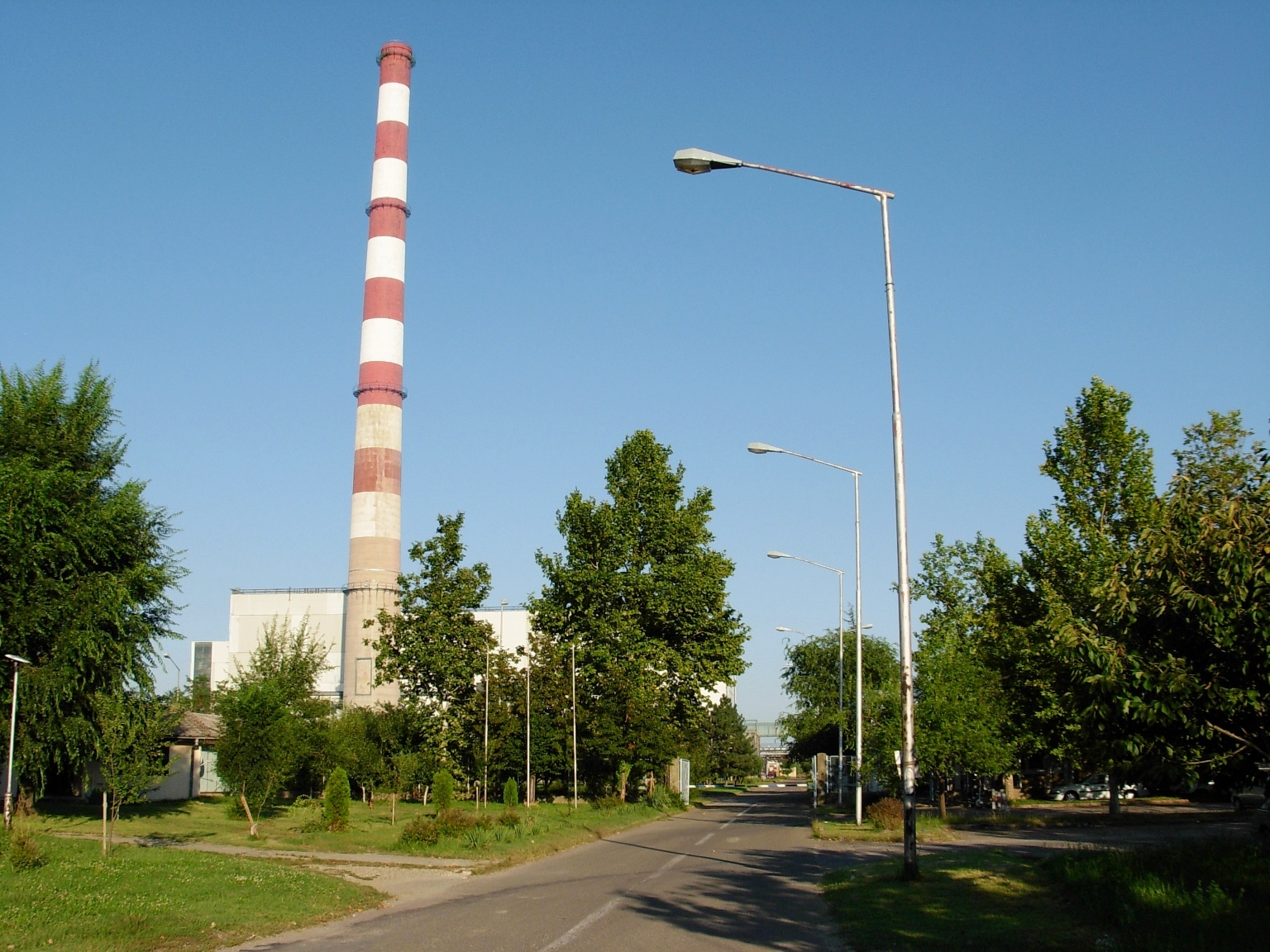
La centrale thermique de Novi Sad

### Rimski Šančevi
La zone industrielle de Rimski Šančevi est situé dans la partie septentrionale de la ville, près des quartiers de Klisa et Gornje livade.

### Deponija
Deponija est une zone industrielle située au nord de Novi Sad ; elle doit son nom au fait qu'elle abrite la « décharge » (en serbe : deponija) municipale.

## Radna zona zapad (zone d'activités Ouest)
La zone d'activités Ouest (Radna zona zapad) est située de part du Futoški put (la « route de Futog »), dans les quartiers de Novo naselje et Telep. Dans la partie sud, à Telep, on trouve notamment les sociétés Novitet, qui fabrique des vêtements, AMB Grafika, qui produit du papier, du carton et des emballages ainsi que du matériel promotionnel (catalogue, affiches etc.), Alba, Avala, qui installe et entretient des ascenseurs et qui assure aussi l'entretien d'installation ou des systèmes d'approvisionnement en eau et des égouts, Plastal, qui fabrique des fenêtres en PVC ou en aluminium ou Enterijer Janković, spécialisée dans la conception et la réalisation d'aménagements intérieurs en bois. La société BB Minaqua, qui propose des eaux gazeuses, des eaux plates et des boissons fruitées, est installée dans la zone. Au nord du Futoški put se trouvent la Zone économique Ouest (Zapadna privredna zona) et celle de Rasadnik. La zone d'activités Ouest inclut aussi quelques installations économiques du quartier de Jugovićevo.

### Zapadna privredna zona (zone économique Ouest)
La zone économique Ouest (Zapadna privredna zona) est située dans la partie orientale du quartier de Novo naselje. On y trouve par exemple l'usine Jugoalat, qui fabrique des outils spéciaux, l'usine Jugodent, qui produit des instruments pour la dentisterie ou l'usine Dunav, qui fabrique des appareils orthopédiques.

### Rasadnik
Rasadnik est le nom de la partie de la zone d'activité Ouest située dans le quartier de Novo naselje. Rasadnik abrite la société de transports publics municipaux JGSP Novi Sad.

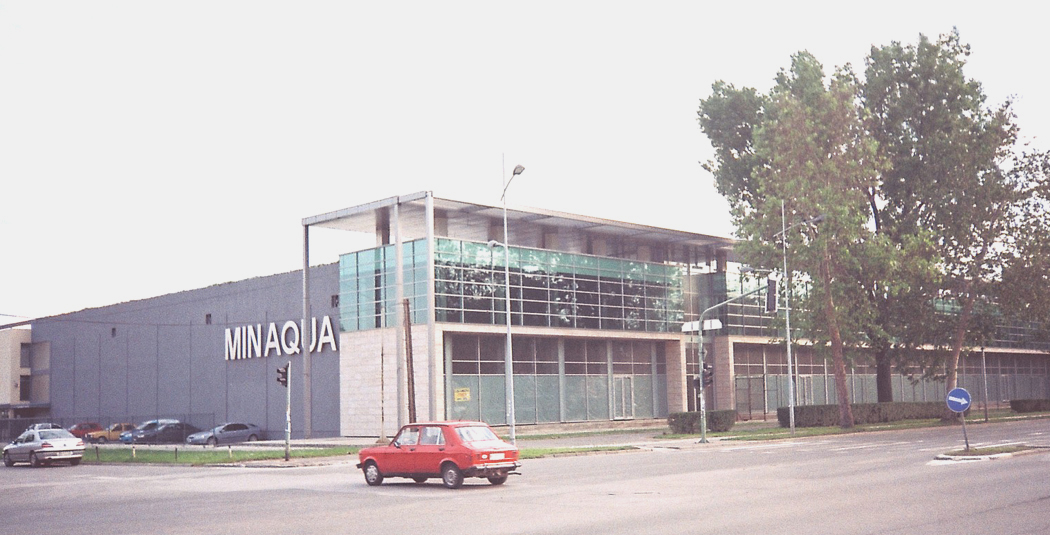
L'usine de BB Minaqua
L'usine Jugoalat
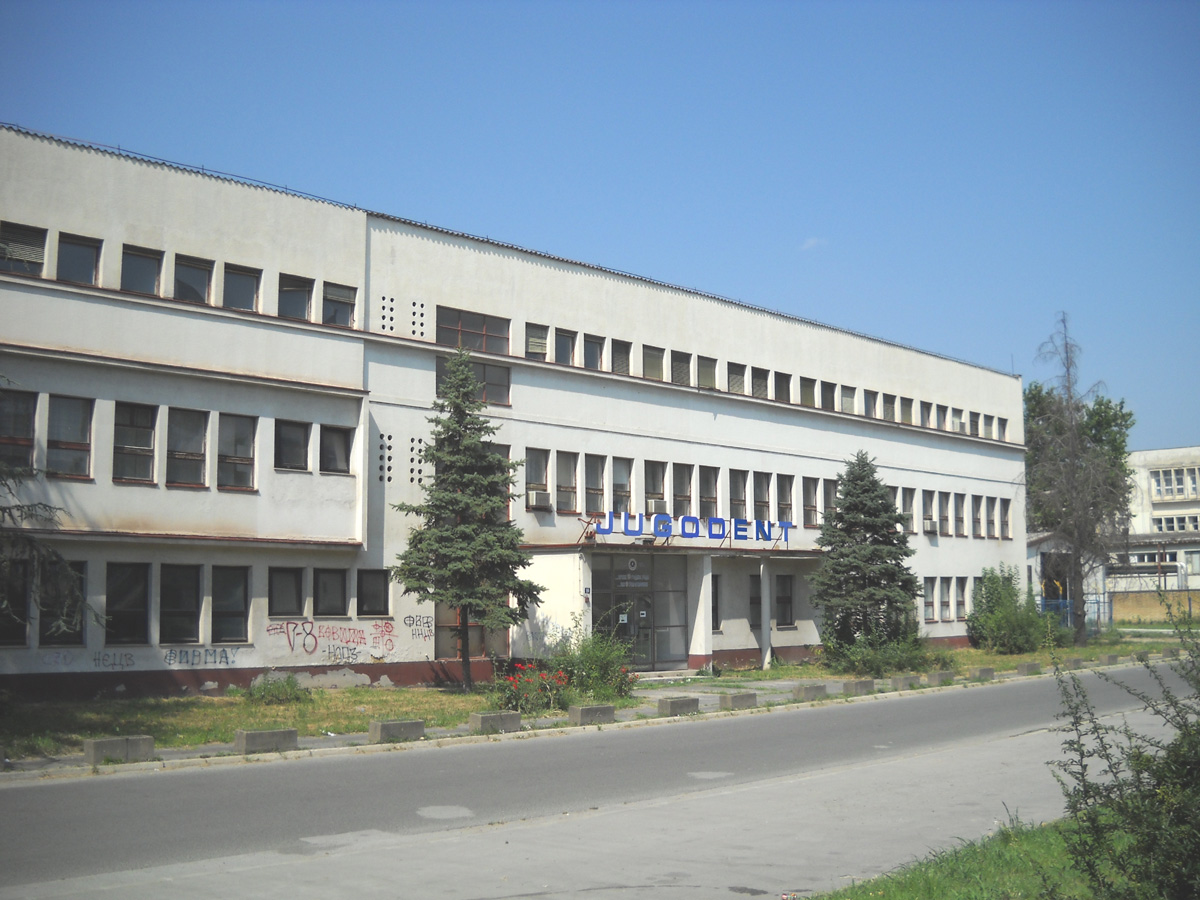
L'usine Jugodent

## Radna zona istok (zone d'activités Est)

### Pobeda
Pobeda est le nom de la zone d'activités Est situé à Petrovaradin. L'entreprise la plus connue de cette zone industrielle est la société Pobeda, une holding qui travaille dans le secteur de la métallurgie.

### Marija Snežna
Marija Snežna est le nom d'une partie de la zone d'activités Est située à Petrovaradin. Elle est située au sud-est du quartier de Sadovi.